# 커진츠버르치커

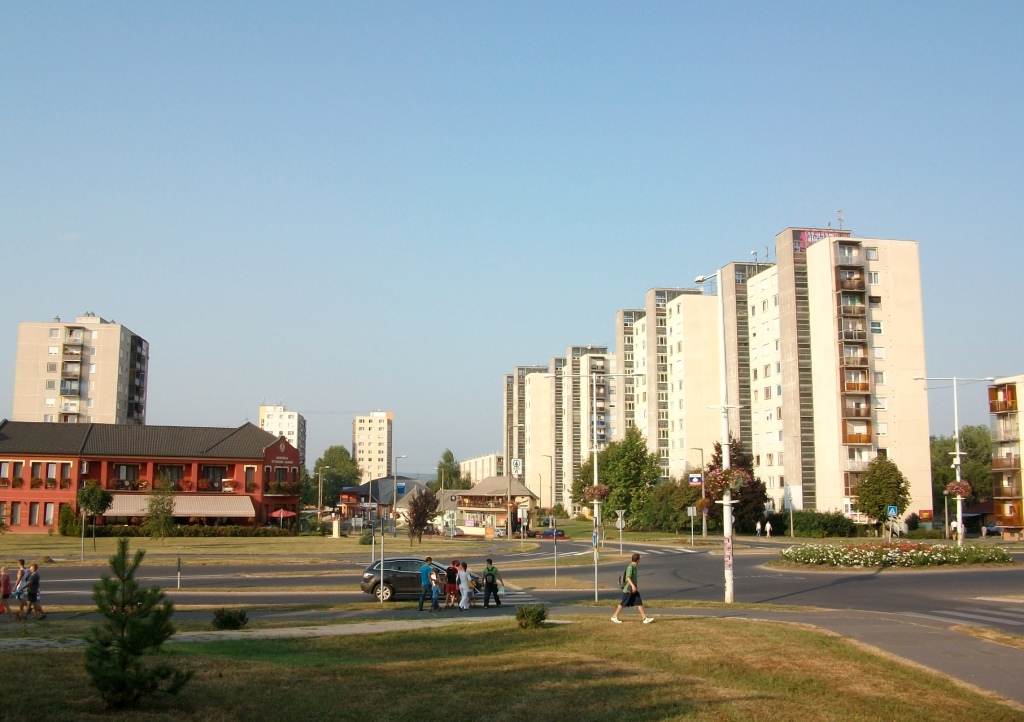
커진츠버르치커

커진츠버르치커(헝가리어: Kazincbarcika)는 헝가리 북부 보르쇼드어버우이젬플렌 주에 위치한 도시로 면적은 36.70km2, 인구는 29,256명(2010년 기준), 인구 밀도는 822.48명/km2이다. 주도 미슈콜츠에서 20km 정도 떨어진 곳에 위치한다.

## 자매 도시
- 독일 Burgkirchen an der Alz
- 불가리아  디미트로브그라드
- 폴란드 Knurów
- 슬로바키아 레부차
- 루마니아 Sânnicolau Mare
- 폴란드 Świdnica
- 우크라이나 탸치우